# Поход на Крум срещу Аварския хаганат (805)
Походът на Крум срещу Аварския Хаганат е  успешна военна кампания, предприета от българския владетел хан Крум през 805 г.
През 805 г. Крум оглавява военна кампания срещу  Аварския хаганат, завладявайки обширни територии на север от река Дунав. Българските войски завземат Трансилвания, превземат Белград и Срем, достигайки до река Тиса. След тази победа България става една от най големите сили на Централна и Югоизточна Европа. Новите териториални придобивки предоставят на България достъп до ценните  рудници за каменна сол в Карпатите и сребърните залежи на Трансилвания. С победата на Крум над Аварския хаганат е свързана една легенда за Крумовото законодателство, за което се знае благодарение на лексикона „Свидас“. Българският владетел събрал аварските пленници и съобразно техните отговори за причините поради които тяхната държава се разпаднала, създава система от законови норми, насочени срещу конкретни обществени проблеми.
Крум свикал всички българи и им заповядал: 
Ако някой набеди някого, предварително да се не слуша, но вързан да се разпита. И ако се установи, че е набедил и лъгал, да бъде убит. Да не се допуска даване на храна на крадеца (разбойника). И ако някой се осмели да прави това, да се конфискува (имотът му). И на крадеца да се строшат пищялите (на краката). А всички лозя да се изкоренят. И на всеки просещ да се дава не безразборно, а според нуждите му, за да не би пак същият да проси. Който пък не прави това, да се конфискува (имотът му)…